# Halleux (Luxemburg)
Halleux is een dorp in de Belgische provincie Luxemburg en deelgemeente van La Roche-en-Ardenne, het was een zelfstandige gemeente tot aan de gemeentelijke herindeling van 1977.Petit-Halleux is een gehucht van het dorp.

## Demografische ontwikkeling
- Bronnen:NIS, Opm:1831 tot en met 1970=volkstellingen, 1976= inwoneraantal op 31 december

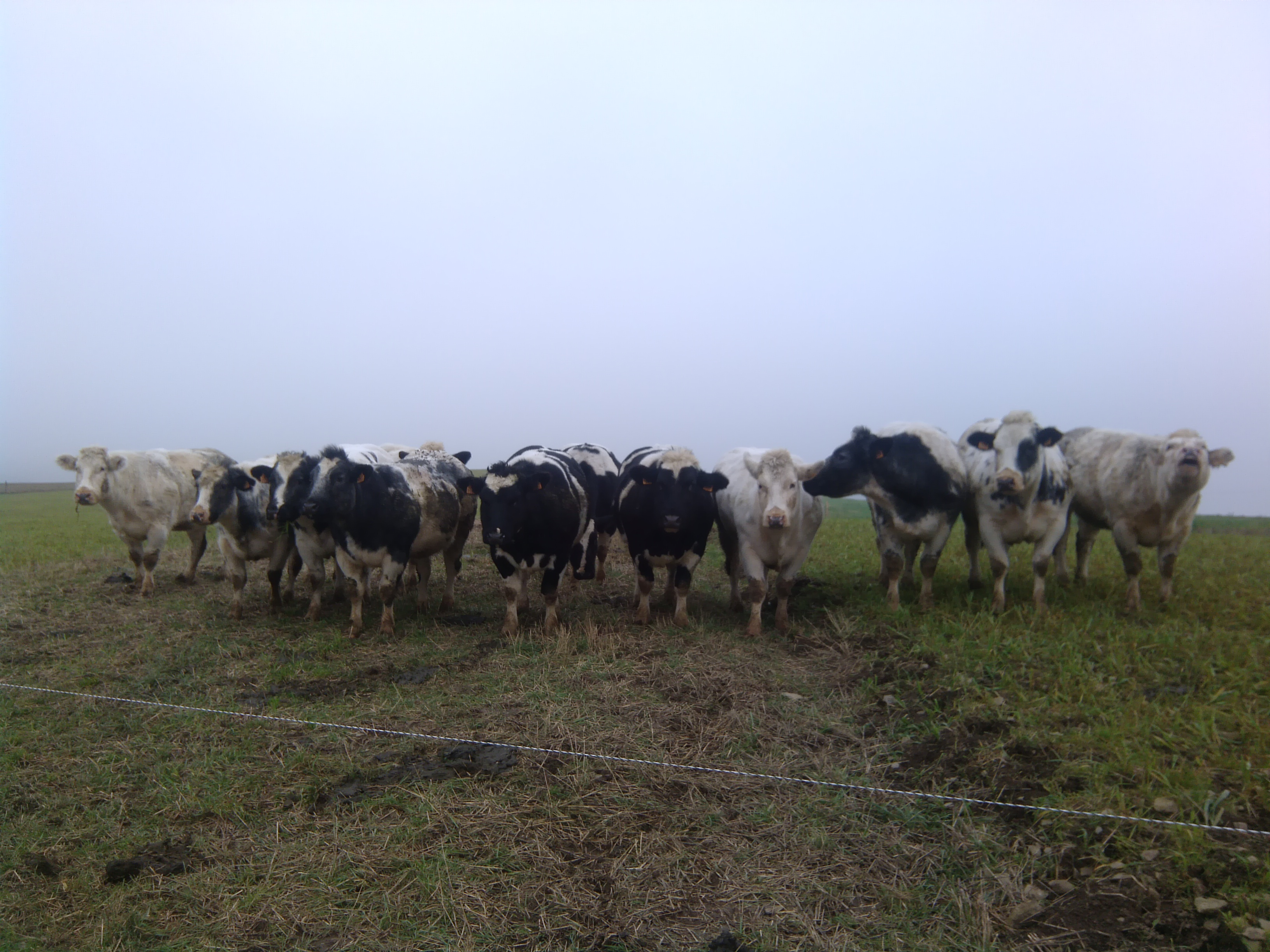
Enkele koeien in het dorpje Halleux

Deelgemeenten: Beausaint · Halleux · Hives · La Roche-en-Ardenne · Ortho · Samrée

Overige dorpen en gehucht: Bérismenil · Buisson · Cielle · Floumont · Herlinval · Hubermont · Lavaux · Maboge · Mierchamps · Mousny · Nisramont · Ronchampays · Ronchamps · Roupage · Thimont · Vecmont · Warempage

Belgische gemeenten · Arrondissement Marche-en-Famenne · Luxemburg · Wallonië